# Косево (гміна Насельськ)
Косево (пол. Kosewo) — село в Польщі, у гміні Насельськ Новодворського повіту Мазовецького воєводства.
Населення — 358 осіб (2011).
У 1975-1998 роках село належало до Цехановського воєводства.

## Демографія
Демографічна структура станом на 31 березня 2011 року:
|          | Загалом | Допрацездатний вік | Працездатний вік | Постпрацездатний вік |
| -------- | ------- | ------------------ | ---------------- | -------------------- |
| Чоловіки | 186     | 41                 | 123              | 22                   |
| Жінки    | 172     | 34                 | 105              | 33                   |
| Разом    | 358     | 75                 | 228              | 55                   |